# Criptocromi
I criptocromi o crittocromi formano una classe di flavoproteine che sono state trovate in molte piante ed animali e che vengano eccitate dalla luce blu e verde da 400-500 nm dello spettro visibile. In molte specie regolano il ritmo circadiano o permettono all'animale di percepire il campo geomagnetico. Infatti, nelle piante regolano la crescita e lo sviluppo in base al fotoperiodo e il transito giorno notte. Il nome deriva dal fatto che il criptocromo è stato inizialmente trovato nelle Cryptogamae, che sono delle piante quali le felci, i muschi e licheni e deriva anche dalla proprietà di questi fotorecettori di essere di un colore giallo/rosso.
In Arabidopsis thaliana esistono 3 tipi di criptocromi: CRY1, CRY2 e CRY3, dove i primi due sono importanti per la crescita e la fioritura rispettivamente e l'ultimo funziona in cloroplasti e in mitocondri dove, insieme alla fotoliasi, ha un ruolo nella riparazione del DNA. Nei mammiferi invece, CRY1 e CRY2 interagiscono indipendentemente dalla luce come inibitori del gene Clock, un gene che regola il ritmo circadiano. CRY4 è essenziale nella magnetoricezione che permette agli uccelli migratori ed altri animali di orientarsi rispetto al campo geomagnetico.

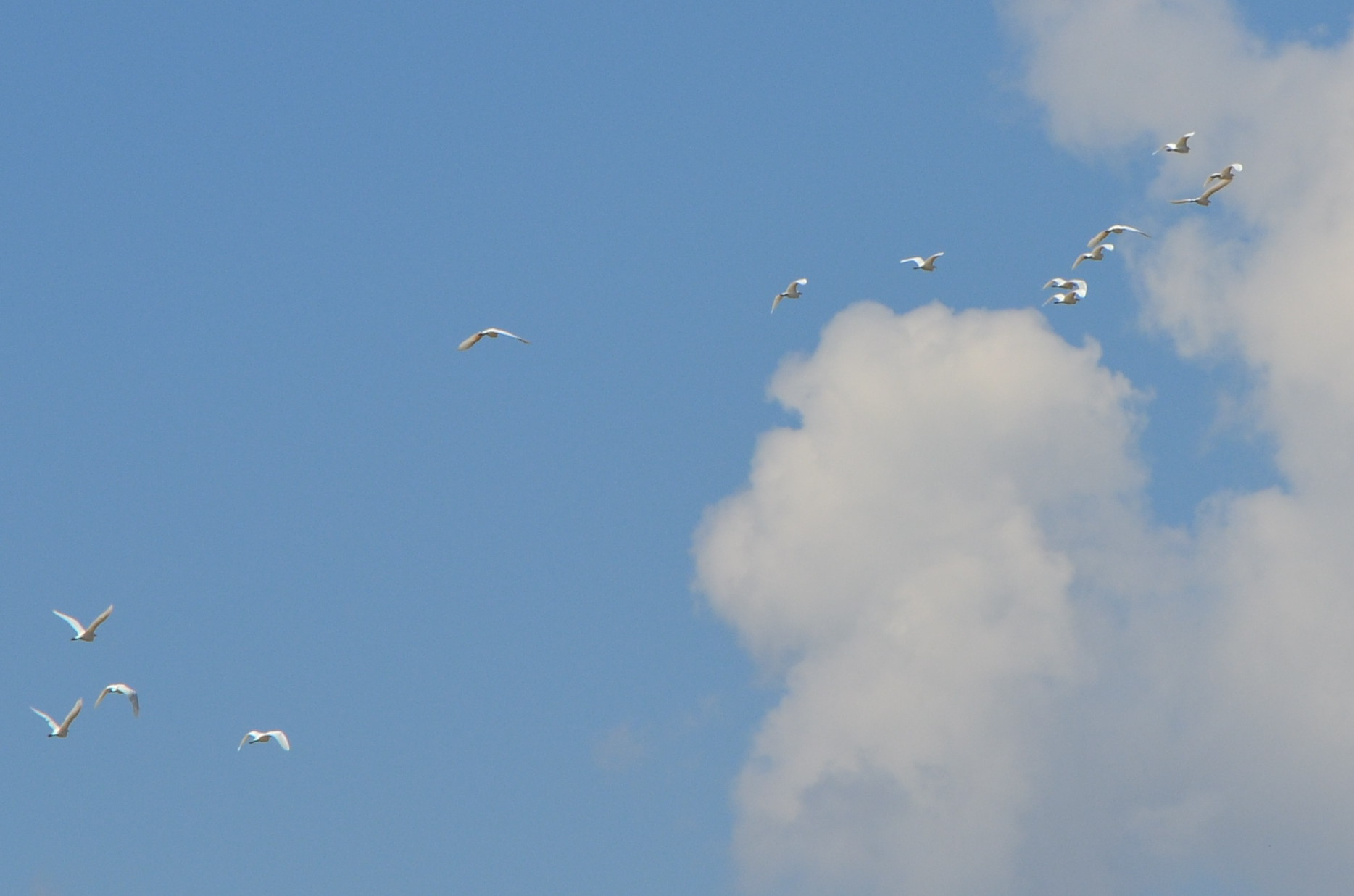
Garzette migranti

## Scoperta
Già nel 1880 Charles Darwin documentò per la prima volta nelle piante delle risposte alla luce blu, ma soltanto 100 anni dopo, la ricerca identificò i pigmenti responsabili dei movimenti delle piante. Nel 1980 fu scoperto il gene HY4 che in Arabidopsis thaliana conferisce fotosensibilità alla luce blu e quando, nel 1993, il gene venne sequenziato, risultò avere forte omologia con la fotoliasi, un enzima che ripara il DNA danneggiato che anch'esso viene attivato dalla luce blu. Nel 1995 si scoprì che il prodotto del gene HY4 e i suoi due omologhi umani non possedevano attività da fotoliasi ed erano invece una nuova classe di recettori di luce blu che si ipotizzavano essere fotopigmenti importanti nella regolazione del ritmo circadiani. In 1996 e nel 1998, omologhi di Cry furono identificati in Drosophila melanogaster e in topi rispettivamente.

## Evoluzione e struttura
I criptocromi CRY1 e CRY2 appaiano presto nell'evoluzione e sono proteine altamente conservate che fanno parte della famiglia delle flavoproteine presenti in tutto il regno della vita.Tutti i membri di questa famiglia hanno una struttura N-terminale simile alla fotoliasi. I criptocromi sono infatti derivati da e strettamente correlati con la fotoliasi, che sono enzimi batteriali che vengono attivati dalla luce e che sono coinvolti nella riparazione di danno al DNA indotto dai raggi UV. In eucarioti, i criptocromi non hanno più questa attività enzimatica originale. I criptocromi sono espressi in modo onnipresente in organi e tessuti di tutti gli organismi e in genere sono proteine nucleari che regolano l'espressione dei geni. Ci sono eccezioni a questa affermazione, in particolare per quanto riguarda la localizzazione di criptocromi coinvolti nella magnetoricezione. La struttura del criptocromo ha una piega simile a quella della fotoliasi con una singola molecola di flavina adenina dinucleotide (FAD) legata in modo non-covalente. La struttura secondaria del CRY1 è per la maggior parte una alfa elica con poca o nessuna sovrapposizione e alcuni foglietti beta.

## Funzione

### Fototropismo
Attraverso il fototropismo, in risposta alla luce blu, i criptocromi promuovono nelle piante la crescita verso una fonte di luce. Si sa che questa risposta ha il proprio assetto di fotoricettori, le fototropine. Diversamente dai fitocromi e le fototropine, i criptocromi non sono delle chinasi. Il loro cromoforo flavinico è ridotto dalla luce ed è trasportato nel nucleo della cellula da dove regola il turgore per stimolare l'allungamento del fusto della pianta. L'espressione di Cry2 regola l'espansione delle foglie e determina anche il periodo di infiorescenza in Arabidopsis Thaliana.

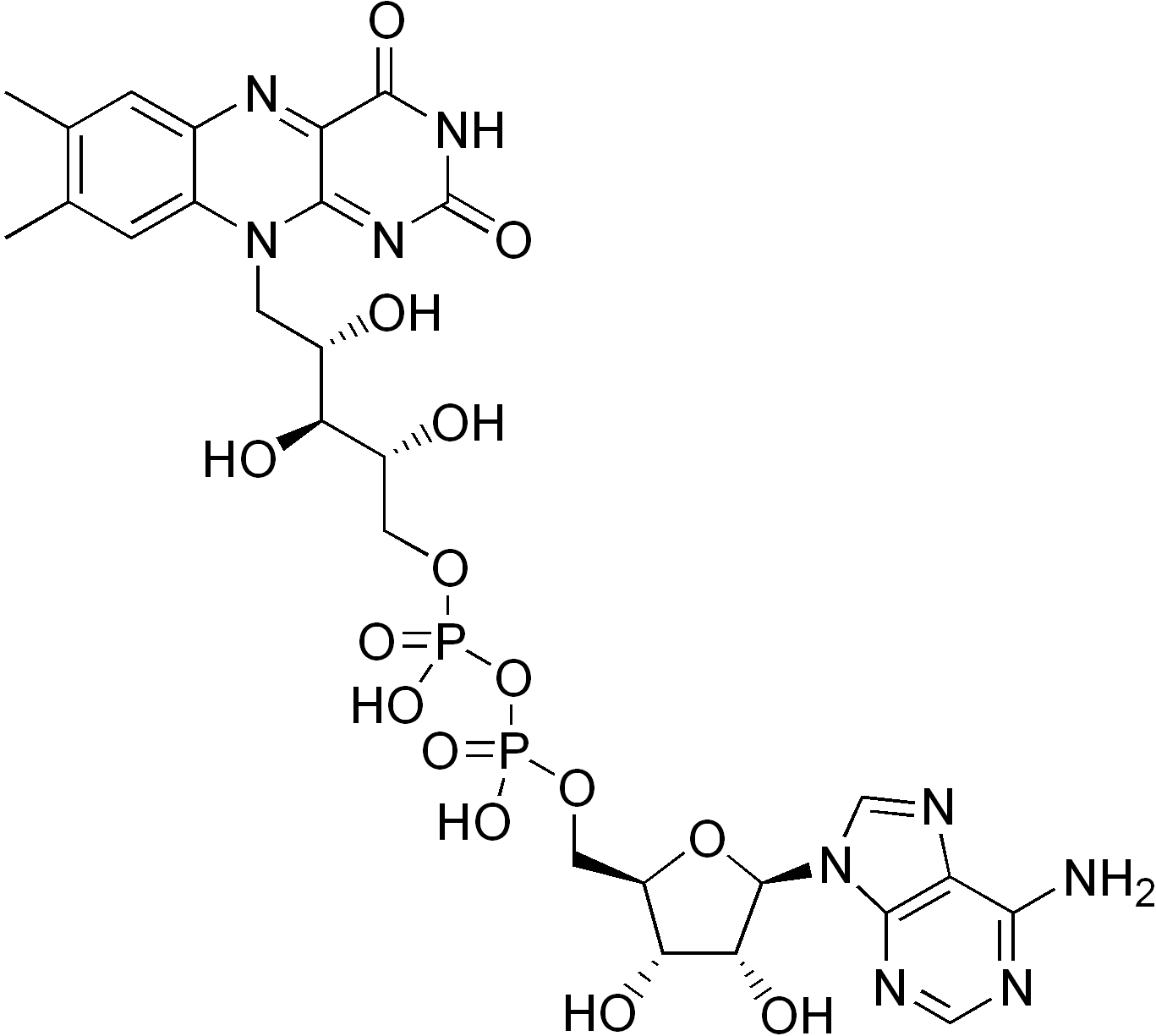
Flavina adenina dinucleotide (FAD)

### Cattura della luce
Quando i criptocromi vengono colpiti dalla luce blu, il FADox, che è lo stato ossidato fondamentale del FAD, si trasforma, dopo l'eccitazione con un fotone, in FADox* e poi in FADH• . Questa fotoreazione è stata studiata con una risoluzione di femtosecondi e ha dimostrato che avviene un trasferimento di un elettrone da un vicino triptofano (TrpH400) al FADox* eccitato, formando il radicale flavina anione FAD•- e il corrispondente radicale Triptofano catione TrpH400•+. Nel criptocromo esiste un triade di triptofani che permettono all'elettrone di 'saltare' da un residuo all'altro, prevenendo così la ricombinazione dell'anione e il catione. Il catione rilascia il protone e il FAD•- ne acquista uno e forma FADH•. Si presume che quest'ultimo passo porta alla fosforilazione con un cambiamento di conformazione della proteina, che innesca una catena di trasduzione del segnale che termina con la regolazione di geni nel nucleo cellulare.

### Ritmo circadiano
Sia nelle piante che negli animali è stato dimostrato come i criptocromi siano di prima importanza nel mantenimento del ritmo circadiano. La presenza di criptocromi nelle piante e negli animali suggerisce che la regolazione del ritmo circadiano sia stata conservata durante l'evoluzione. In Drosophila il criptocromo (dCRY) regola il ritmo circadiano come fotorecettore della luce blu, mentre nei mammiferi i criptocromi (CRY1 e CRY2) funzionano come repressori della trascrizione e l'attivazione è indipendente dalla luce. Infatti, In vivo i criptocromi di tipo II, che sono criptocromi che non sono attivati dalla luce (da non confondere con CRY2), non possiede il FAD. La proteina dovrebbe quindi essere considerata vestigiale.

### Magnetoricezione
Il criptocromo 4 o CRY4 permette la magnetoricezione e l'orientamento rispetto al campo geomagnetico. Per gli uccelli migratori questo orientamento è di prima importanza. Il CRY4 è situato tra le membrane delle cellule fotorecettrici nella retina dell'occhio dei vertebrati. La luce che penetra nell'occhio attiva i criptocromi che formano un paio di radicali i cui elettroni sono correlati allo spin ma spazialmente separati e sono quindi entangled. Il paio di elettroni della coppia di radicali oscilla tra lo stato di singoletto e quello di tripletta. Quando i radicali della coppia si ricombinano si forma un prodotto chimico la natura del quale dipende dal rapporto tra gli stati degli elettroni. Se la maggior parte era un singoletto si ottiene un altro prodotto rispetto a quando la maggior parte era un tripletto. Questo rapporto è determinato dall'inclinazione del campo geomagnetico.  La magnetoricezione è quindi un processo quantistisco. Tenendo conto della presenza del criptocromo nella retina dell'occhio si suppone che gli uccelli migratori siano in grado di vedere il campo magnetico. Non si tratta quindi di una semplice bussola con la quale orientarsi rispetto al Nord magnetico, ma di un vero navigatore.